# L.A. Woman
L.A. Woman ist das sechste Album der Doors und das letzte mit Jim Morrison vor seinem Tod im Juli 1971.

## Hintergrund
L.A. Woman gilt als das am meisten vom Blues beeinflusste Album der Band. Nach dem Weggang ihres Produzenten Paul A. Rothchild im November 1970 begannen die Doors mit den Aufnahmen und dem Toningenieur Bruce Botnick im Übungsraum („The Doors Workshop“) in Los Angeles. Die meisten Stücke wurden direkt aufgenommen, nur einige Passagen von Ray Manzarek und den Studiomusikern Jerry Scheff und Mark Benno wurden im Nachhinein überspielt. Es ist das einzige Album der Morrison-Ära der Doors, auf das keine Tournee folgte. Jim Morrison ging nach den Aufnahmen nach Paris, wo er einige Monate später starb. 
Eine neue Version des Albums wurde im März 2007 herausgegeben. Es enthält zwei Bonustracks: Orange County Suite und das von Willie Dixon verfasste (You Need Meat) Don’t Go No Further, das bereits auf der 1972 erschienenen Kompilation Weird Scenes Inside the Gold Mine war.
Die US-amerikanische Musikzeitschrift Rolling Stone veröffentlichte 2003 eine Liste der 500 Greatest Albums of all Time, in der L.A. Woman auf Platz 362 gewählt wurde.
Im Titelsong L.A. Woman singt Jim Morrison gegen Ende des Liedes: “Mr. Mojo risin’” (= „Mr. Mojo erhebt sich“). Dies ist ein Anagramm seines eigenen Vor- und Nachnamens.

## Cover
Das Cover der Erstveröffentlichung ist in Form eines gerahmten Diapositivs gestaltet, mit abgerundeten Ecken und transparentem Foto der Bandmitglieder, durch welches das gelbe Innencover scheint. Der weiße Schriftzug „Doors“ (ohne Artikel) ist leicht erhaben gedruckt. Auf der Rückseite des Innencovers ist ein Foto einer nackten Frau abgebildet, die an einem Strom- oder Telegrafenmasten gekreuzigt ist. 

## Titelliste

### Originalalbum
Alle Lieder wurden von The Doors (Jim Morrison, Robby Krieger, Ray Manzarek und John Densmore) geschrieben mit Ausnahme der John-Lee-Hooker-Komposition Crawling King Snake.

#### Seite eins
1. The Changeling – 4:21
2. Love Her Madly – 3:20
3. Been Down So Long – 4:41
4. Cars Hiss by My Window – 4:12
5. L.A. Woman – 7:57

#### Seite zwei
1. L’America – 4:37
2. Hyacinth House – 3:11
3. Crawling King Snake (John Lee Hooker) – 5:00
4. The WASP (Texas Radio and the Big Beat) – 4:16
5. Riders on the Storm – 7:09

### 2007 CD-Neuveröffentlichung Bonustracks
1. Orange County Suite – 5:45
2. (You Need Meat) Don’t Go No Further (Willie Dixon) – 3:41

### 40th Anniversary Edition (2012)
CD 2 (The Workshop Sessions)
1. The Changeling – Alternate Version
2. Love Her Madly – Alternate Version
3. Cars Hiss by My Window – Alternate Version
4. L.A. Woman – Alternate Version
5. The WASP (Texas Radio and The Big Beat) – Alternate Version
6. Been Down so Long – Alternate Version
7. Riders on the Storm – Alternate Version
8. She Smells so Nice
9. Rock Me

## Kommerzieller Erfolg

### Chartplatzierungen
| ChartsChartplatzierungen       | Höchstplatzierung | Wochen |
| ------------------------------ | ----------------- | ------ |
| Deutschland (GfK)              | 32 (1 Wo.)        | 1      |
| Schweiz (IFPI)                 | 52 (2 Wo.)        | 2      |
| Vereinigte Staaten (Billboard) | 9 (36 Wo.)        | 36     |
| Vereinigtes Königreich (OCC)   | 28 (6 Wo.)        | 6      |

### Auszeichnungen für Musikverkäufe
| Land/Region                  | Auszeichnungen für Musikverkäufe (Land/Region, Auszeichnung, Verkäufe) | Verkäufe  |
| ---------------------------- | ---------------------------------------------------------------------- | --------- |
| Australien (ARIA)            | 4× Platin                                                              | 280.000   |
| Deutschland (BVMI)           | Gold                                                                   | 250.000   |
| Frankreich (SNEP)            | 2× Platin                                                              | 600.000   |
| Italien (FIMI)               | Gold                                                                   | 25.000    |
| Kanada (MC)                  | 3× Platin                                                              | 300.000   |
| Österreich (IFPI)            | Gold                                                                   | 25.000    |
| Schweiz (IFPI)               | Gold                                                                   | 25.000    |
| Spanien (Promusicae)         | Platin                                                                 | 100.000   |
| Vereinigte Staaten (RIAA)    | 3× Platin                                                              | 3.000.000 |
| Vereinigtes Königreich (BPI) | Platin                                                                 | 300.000   |
| Insgesamt                    | 4× Gold · 14× Platin ·                                                 | 4.905.000 |

Hauptartikel: The Doors/Auszeichnungen für Musikverkäufe

## Dokumentarfilm
- Mr. Mojo Risin’: The Story of L.A. Woman, 2012